# Luciana Braga
Luciana do Carmo Braga est une ancienne joueuse brésilienne de volley-ball née le 13 juillet 1979 à Belo Horizonte. Elle mesure 1,85 m et jouait au poste de réceptionneuse-attaquante. 

## Clubs
| Club                      | De        | À         |
| ------------------------- | --------- | --------- |
| Minas Tênis Clube         | 2002-2003 | 2002-2003 |
| A.D. A Pinguela           | 2003-2004 | 2004-2005 |
| CD Universidad de Granada | 2005-2006 | 2005-2006 |
| Severstal Tcherepovets    | 2006-2007 | 2006-2007 |
| Spes Conegliano           | 2007-2008 | 2009-2010 |
| RDM Pomezia               | 2010-2011 | 2010-2011 |
| Terre Verdiane Volley     | 2011-2012 | 2012-2013 |
| AS Saint-Raphaël          | 2013-2014 | 2013-2014 |
| Pallavolo Piacentina      | 2014-2015 | 2014-2015 |